# Varró Ilona
Varró Ilona (írói álneve: Balog Anna; Marosvásárhely, 1933. november 6. – Marosvásárhely, 1993. január 16.) erdélyi magyar novellista, szerkesztő, Székely János felesége.

## Életpályája
Középiskolai tanulmányait szülővárosában végezte, 1955-ben magyar nyelv- és irodalom szakos diplomát szerzett a Bolyai Tudományegyetemen. 1953–54-ben a Dolgozó Nőnek, 1955–56-ban az Utunknak, 1956–58 között az Állami Irodalmi és Művészeti Kiadó marosvásárhelyi szerkesztőségének belső munkatársa. 1961–68 között ugyanott középiskolai tanár. 1968-ban rövid ideig a Hargita szerkesztője, majd korrektor az Új Életnél.
Első írásait (három versét) a budapesti Jó Pajtás közölte még tízéves korában (1943). Novellái, cikkei, könyvbírálatai 1951-től jelentek meg az Utunk, Igaz Szó, Hargita, Dolgozó Nő, Új Élet, Vörös Zászló, Tanügyi Újság, Igazság, Jóbarát, Előre hasábjain. 1968-ban szerepel a Megtalált világ című irodalmi antológiában. Hagyományos szerkezetű novelláiban, karcolataiban elbeszélő szólamának szenvedélyes, személyes jegyei a legfeltűnőbbek, jóllehet a személyesség és a mindennapi élet „női” kellékei csak nyersanyagot szolgáltatnak a minden női elfogultságtól mentes elemzés számára. Novelláinak tárgya a női szerep csapdáinak rendszere, amelyet több változatban is bemutat. Szereplői, helyzetei ugyanis egyetlen, archetipikus értékű figurának és alapképletnek a variánsai. A fő csapdát Éltető József szerint az önmegvalósítás, az autonómia férfiasnak tekintett értékeiről való önkéntes, de egyben manipulált társadalmi visszajelzésekkel egyengetett lemondás jelenti. Több írása a női klausztrofóbiát elemzi szenvedélyes tárgyilagossággal.
Szerkesztésében jelentek meg 1956–58 között Bözödi György, Gagyi László, Sipos Domokos elbeszéléskötetei, később bevezető tanulmánnyal látta el Kaffka Margit Levelek a zárdából (Bukarest, 1970), Hangyaboly (Bukarest, 1975) és Színek és évek (Bukarest, 1978) c. regényeit, Móricz Zsigmond Árvácska (Bukarest, 1974) és Légy jó mindhalálig (Bukarest, 1972 és 1989) című regényeit.

## Kötetei
- Szolgálat (Huszár Sándor előszavával, Bukarest, 1966. Forrás)
- Változatok (elbeszélések, Bukarest, 1969)
- A hollandi doboz (elbeszélések, Kolozsvár, 1979)

## Díjak, elismerések
- 1979-ben elnyerte a Marosvásárhelyi Írók Egyesületének díját.